# Netinho
Pour les articles homonymes, voir Netinho (homonymie).
Ernesto de Souza Andrade Júnior, ou plus simplement Netinho, est un chanteur brésilien de musique axé. Il est né le 12 juillet 1966 à Santo Antônio de Jesus dans l'État de Bahia.
Il a commencé sa carrière dans le groupe Banda Beijo.

## Discographie

### Albums
| Année | Album                      |
| ----- | -------------------------- |
| 1993  | Um Beijo Pra Você          |
| 1994  | Nada Vai Nos Separar       |
| 1995  | Netinho                    |
| 1996  | Ao Vivo                    |
| 1997  | Me Leva                    |
| 1998  | Rádio Brasil               |
| 1999  | Clareou                    |
| 2000  | Corpo Cabeça               |
| 2001  | Terra Carnavális (ao vivo) |
| 2005  | Outra Versão               |
| 2006  | Por Inteiro (ao vivo)      |
| 2008  | Minha Praia                |